# Max Hájek
Max Hájek, křtěný Maxmilián Karel Josef (25. března 1835 Rychmburk – 23. srpna 1913 Písek) byl rakouský a český podnikatel a politik, koncem 19. století a na počátku 20. století poslanec Českého zemského sněmu a Říšské rady.

## Biografie
Narodil se v Rychmburku u Skutče, kde jeho otec pracoval jako sládek. Max Hájek se sám také původně vyučil sladovnictví. Cestoval po střední Evropě. V roce 1854 dobrovolně vstoupil do rakouské armády. Koncem 50. let se zúčastnil rakouského tažení v Itálii, v roce 1860 vystoupil z armády v hodnosti poručíka. Vystudoval obchodní školu v Praze a působil pak od roku 1863 jako obchodník v Písku. Od roku 1873 byl členem plzeňské obchodní komory, od roku 1868 zasedal v píseckém obecním zastupitelstvu. V Písku se podílel na založení místní organizace Sokola. Byl mu udělen Řád Františka Josefa.
V 80. letech 19. století se zapojil i do zemské politiky. V doplňovacích volbách v roce 1885 byl zvolen v městské kurii (volební obvod Písek) do Českého zemského sněmu. Mandát zde obhájil v řádných volbách roku 1889, volbách roku 1895 a volbách roku 1901. Na sněmu byl členem klubu staročeské strany. V roce 1895 je již uváděn jako člen mladočeské strany.
Zasedal také delší dobu v Říšské radě (celostátní zákonodárný sbor), kam byl poprvé zvolen ve volbách do Říšské rady roku 1885 za kurii obchodních a živnostenských komor, obvod Plzeň. Mandát zde obhájil ve volbách roku 1891, volbách roku 1897 a volbách roku 1901.
Po volbách v roce 1885 se na Říšské radě připojil k Českému klubu (jednotné parlamentní zastoupení, do kterého se sdružili staročeši, mladočeši, česká konzervativní šlechta a moravští národní poslanci).
Zemřel v srpnu 1913 na mrtvici.